# Kurt Huber
Kurt Huber (24 de outubro de 1893 - 13 de julho de 1943) foi membro do grupo de resistência alemã Rosa Branca e um liberal.

## Biografia
Huber nasceu em Chur, Suíça, numa família de origem alemã. Cresceu em Stutgart e, depois da morte de seu pai, em Munique. Durante os seus estudos, mostrou facilidade para a música, a psicologia e a filosofia, tornando-se professor em 1920 na Universidade Ludwig Maximilian de Munique.
Com a chegada do NSDAP ao poder e com a acumulação de poder sobre Hitler, Huber começou a realizar atividades de resistência individual até que contatou alguns dos membros do movimento da resistência alemã Rosa Branca, nomeadamente com Hans Scholl e Alexander Schmorell. Até, chegou a escrever o sexto e último panfleto do grupo chamando a população a romper com o nazismo.
As atividades de resistência da Rosa Branca chamaram a atenção da Gestapo e Huber foi preso em 27 de fevereiro de 1943. Nem seu amigo pessoal, o compositor Carl Orff, pôde evitar que fosse preso, já que a carreira de Orff poderia arruinar-se se se descobria a sua relação com um conspirador.
Huber foi levado perante o Volksgerichtshof, o Tribunal Popular nazista, em 19 de abril. O juiz Roland Freisler, que foi encarregado da maior parte dos julgamentos contra conspiradores, sentenciou Huber à pena de morte por insurreição.
Em 13 de julho de 1943, Kurt Huber foi executado na guilhotina na Prisão Stadelheim de Munique, conjuntamente com Alexander Schmorell e Willi Graf. A Universidade removera Huber da sua posição e cancelara seu doutoramento depois de sua prisão. A investigação sobre Huber permitiu também prender e executar Hans Leipelt, por tentar arrecadar dinheiro para ajuda à viúva de Huber.

## Legado
Atualmente, a praça que se topa diante do edifício principal da Universidade de Munique recebe o nome de "Professor Huber Platz".